# Hermann Diez

Hermann Diez 1905

Hermann Diez (* 12. März 1866 in Baiersbronn; † 4. September 1939 in Berlin) war ein deutscher Journalist. Von 1912 bis 1930 war er Direktor des Wolffs Telegraphisches Bureau.

## Leben
Diez absolvierte an der Eberhard Karls Universität Tübingen erfolgreich ein Studium der Philosophie und der Theologie. Von 1889 bis 1893 war Diez im württembergischen Kirchdienst tätig. Ab 1897 war er Redakteur der Allgemeinen Zeitung in München. Von 1899 bis 1906 war Diez Chefredakteur des Hamburgischen Correspondenten. Nach einem kurzen Intermezzo als Chefredakteur des Neuen Tageblattes in Stuttgart, ging er zurück zur Allgemeinen Zeitung nach München, die er ab 1907 leitete. 1910 wurde er stellvertretender Direktor des Wolffs Telegraphisches Bureaus, das er von 1912 bis 1930 leitete. Im April 1927 nahm er an einer Journalistenreise nach New York City auf der Jungfernfahrt des Dampfschiffs New York teil.